# ドイツの国立公園

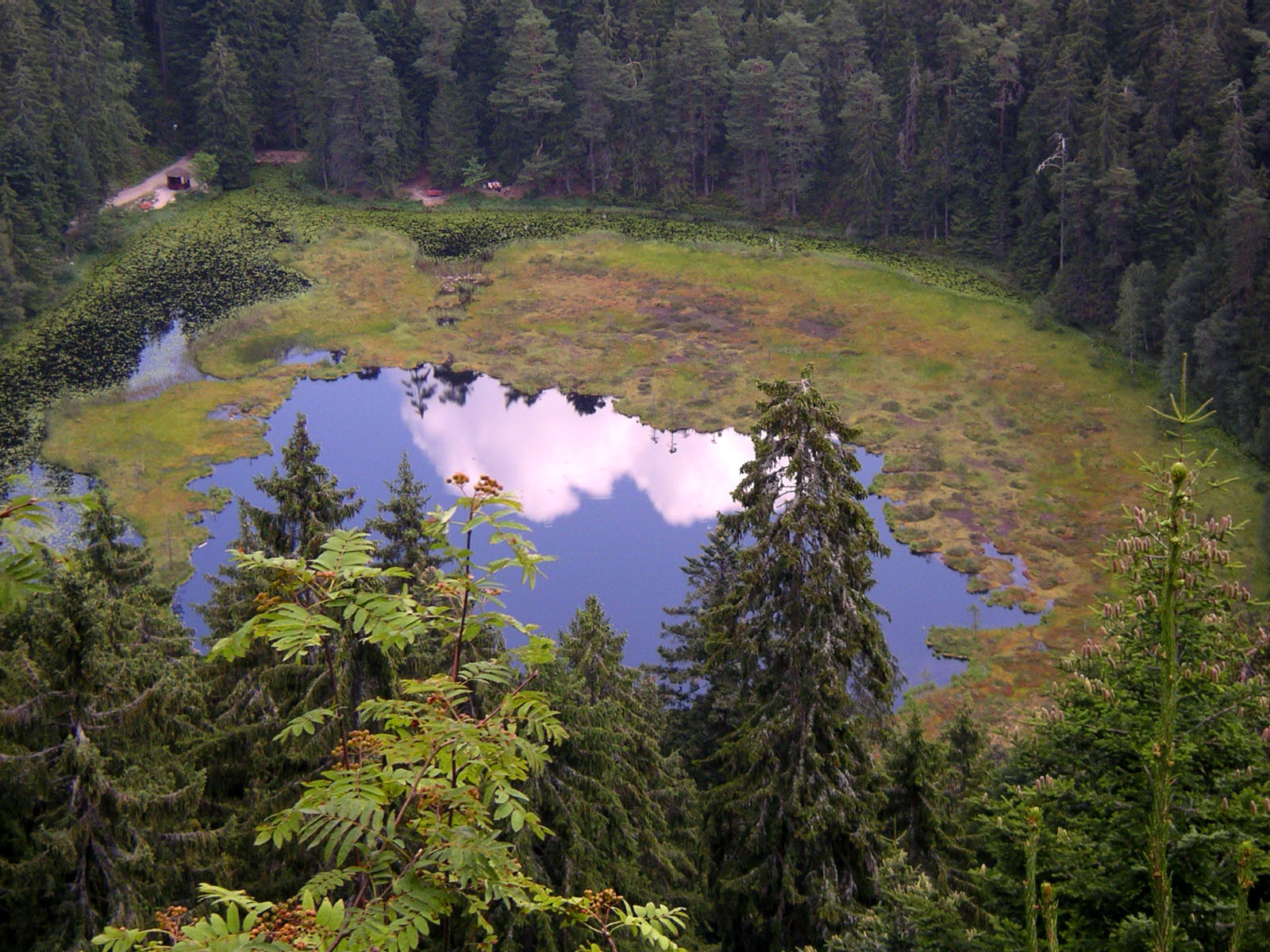
シュヴァルツヴァルト国立公園の一風景

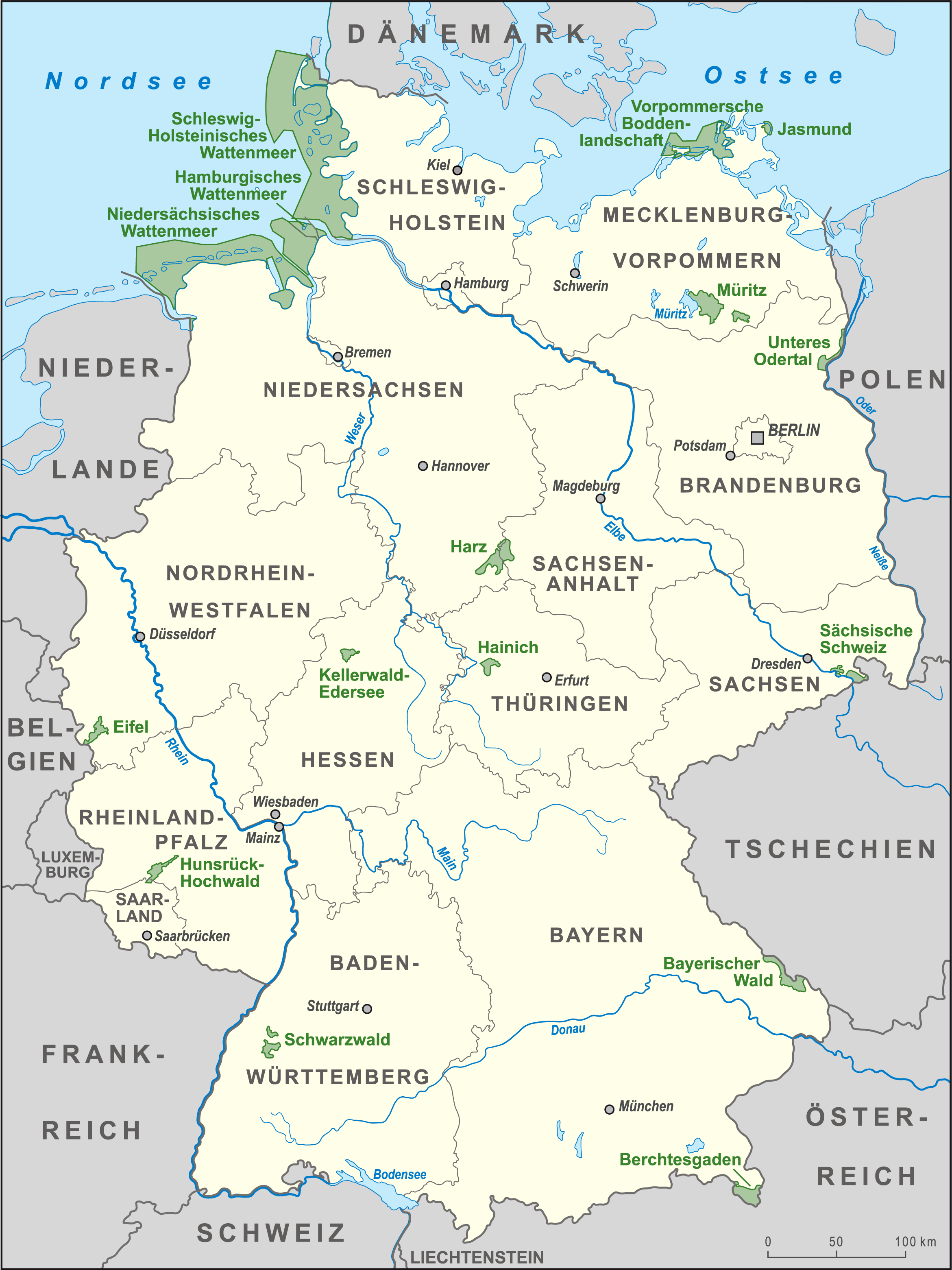
ドイツの国立公園の地図

ドイツの国立公園（ドイツのこくりつこうえん、ドイツ語：Nationalparks in Deutschland）は、国際自然保護連合の国際的に認められたカテゴリーによるカテゴリーIIの保護地域であり、主に大規模な自然および近自然地域と大規模な生態学的プロセス（プロセス保護）を保護するために設置されている。連邦自然保護法（BNatSchG）の24節（2）によると、これらの保護地域は、1つ以上の生態系の生態学的完全性を確保すると同時に、自然、研究、教育、レクリエーションを体験する機会を促進することを目的としている。

## 現在の状況
ドイツの国立公園は16か所あり、その総面積は1,050,442ヘクタールになる（2020年10月現在）。しかし、北海とバルト海の海域を除くと、208,238ヘクタールしかなく、これはドイツの陸域のわずか0.6％に相当する。対照的に、2017年末のドイツには8,833の自然保護区があり、総面積は2,627,510ヘクタール（排他的経済水域（EEZ）と北海とバルト海の12海里ゾーンを含む）である。これはドイツの面積の6.3％に相当する。[2]

## 一覧
ドイツの国立公園をいくつか挙げる（設立年順）。
- バイエルン国立公園 (1970年)
- ベルヒテスガーデン国立公園 (1978年)
- シュレースヴィヒ＝ホルシュタイン・ワッデン海国立公園 (1985年)
- ゼジッシェ・シュヴァイツ国立公園 (1990年)
- ミューリッツ湖国立公園 (1990年)
- ハルツ山地国立公園 (2006年)
- シュヴァルツヴァルト国立公園 (2014年)
- フンスリュック山地森林国立公園 (2015年)

## 参照項目
- 国立公園
- イギリスの国立公園
- フランスの国立公園
- ドイツの自然保護区 (Naturschutzgebiet)